# Tour d'impesanteur
Ne doit pas être confondu avec Tour de chute.

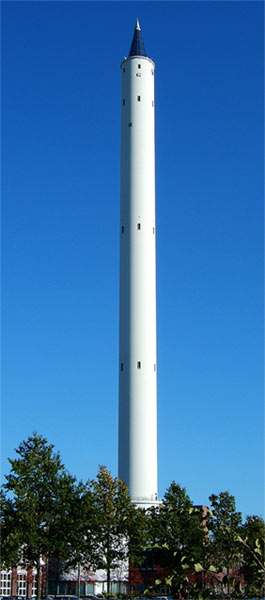
La Fallturm Bremen.

Une tour d'impesanteur, dans le domaine de l'astronautique, est une installation d'essai permettant de simuler l'impesanteur par la chute libre.